# Japan Photo
Japan Photo er en fotobutikskæde med butikker i Norge (19 forretninger), Danmark (13 forretninger) og Sverige (6 forretninger). Japan Photo blev grundlagt i Danmark i 1985 af Ib Nørholm. Navnet Japan Photo fik butikken fordi den hovedsageligt solgte fotoudstyr fra japanske producenter som Canon og Nikon.
Den første butik i Danmark blev åbnet i Aalborg i 1985 og kort tid efter udvidet med en butik i Aarhus.
Den første butik i Norge blev åbnet i Oslo i 1990.
Japan Photo blev kendt for lave priser og forhåndsbetalt fremkaldelse med et klippekort.
I 1999 solgte Ib Nørholm sine aktier til firmaet CeWe Color fra Tyskland
Japan Photo ledes i dag af administrerende direktør Stephan Stein.